# Chlumec (kraj ustecki)
Chlumec (niem. Kulm) – gmina w Czechach, w powiecie Uście nad Łabą, w kraju usteckim. Według danych z dnia 1 stycznia 2013 liczyła 4 472 mieszkańców.

## Historia
Z racji strategicznego położenia miejscowości na szlaku do Czech z północy w jej okolicy stoczono szereg bitew:
- pierwsza bitwa pod Chlumcem w 1040 między siłami Henryka III, króla niemieckiego i Brzetysława I, księcia czeskiego,
- druga bitwa pod Chlumcem w 1126 między oddziałami Lotara III, króla niemieckiego i Sobiesława I, księcia czeskiego,
- bitwa pod Kulm (niemiecka nazwa Chlumca) w 1813 w czasie wojen napoleońskich między korpusem Vandamme'a a połączonymi siłami austriacko-rosyjsko-pruskimi.